# Дагалайф
Дагалайф (лат. Dagalaifus, полная форма имени неизвестна) — древнеримский военный и государственный деятель середины IV века, консул 366 года, варвар по происхождению (о чем говорит его имя).

## Биография
Известно, что в 361—363 годах Дагалайф занимал должность комита доместиков (начальника гвардии), будучи назначен на неё императором Юлианом II после того, как последний принял титул августа и выступил против своего двоюродного брата Констанция II. Во время движения Юлиана к Константинополю Дагалайф с легким отрядом был послан в Сирмий, чтобы внезапно захватить командующего военными частями в Иллирике — комита Луциллиана. Во время персидского похода Юлиана Дагалайф вместе с Виктором командовал арьергардом армии, а во время осады Майозомальхи совместно с Невиттой руководил работой над подкопами. После того, как Юлиан погиб в сражении с персами, Дагалайф оказался одним из тех, от кого зависела судьба императорской власти. Он, вместе с Невиттой, выступал за выбор императором кого-то из командиров с Запада, из Галлии, в то время как Аринфей и Виктор выступали за кого-либо из старых чиновников императора Констанция II. Сначала титул был предложен Сатурнию Секунду Саллюстию, префекту претория и близкому соратнику Юлиана, однако тот отказался, в силу возраста. В итоге власть была вручена Флавию Клавдию Иовиану — одному из начальников императорских телохранителей. Дагалайф, очевидно, сыграл в этом весомую роль, приняв сторону Аринфея и Виктора, так как в дальнейшем он получил множество почестей, о судьбе же его коллеги Невитты больше ничего не известно. Дагалайф был назначен Иовианом магистром конницы.
В начале марта 364 года император Иовиан скоропостижно скончался и вопрос о том, кому отдать власть, встал вновь. Во время этих выборов императора Дагалайф сразу выступил заодно с Аринфеем, поддержав кандидатуру ещё одного гвардейского командира, Валентиниана. Валентиниан решил назначить себе соправителя и для определения кандидатуры решил спросить мнение важнейших людей в государстве (хотя, как считает Аммиан Марцеллин, делал он это больше для вида, так как уже знал, что сделает соправителем своего брата Валента):

«[Валентиниан] созвал к себе на совет лиц высшего ранга и, выставляя напоказ свою мнимую готовность следовать хорошим советам других, а не своим единоличным решениям, поставил вопрос о том, кого ему следует избрать соправителем. Все молчали, а Дагалайф, бывший тогда командиром конницы, дал такой прямолинейный ответ: „Если ты, добрейший государь, любишь своих родных, то есть у тебя брат, а если отечество, то ищи, кого облачить в пурпур“».

Хотя Валентиниан и не был доволен выступлением Дагалайфа, на карьере последнего, однако, это сказалось мало. Когда Валентиниан разделил со своим братом Валентом Римскую империю, он взял себе западную часть. Императорами были поделены и чиновники — Дагалайфа взял к себе Валентиниан. Он служил в Галлии в должности магистра пехоты, воюя против алеманнов, пока его не отозвали в 366 году для отправления консульства и на его место не был назначен Флавий Иовин. Дагалайф был сделан консулом вместе с сыном Валентиниана Грацианом, который на тот момент не был ещё провозглашен августом.